# Oxysychus facialis
Oxysychus facialis is een vliesvleugelig insect uit de familie Pteromalidae. De wetenschappelijke naam is voor het eerst geldig gepubliceerd in 1887 door Provancher.